# J'aime Lisa
J'aime Lisa (I Love Lisa) est le 15e épisode de la saison 4 de la série télévisée d'animation Les Simpson.

## Synopsis
À l'occasion de la Saint-Valentin, toute la classe de Lisa s'échange des cartes. Cependant, la boîte aux lettres de Ralph reste vide. Lisa prend alors pitié de lui et offre la sienne. Dès lors, Ralph va petit à petit tomber amoureux de Lisa qui ne saura plus comment se débarrasser de lui.
Wiggum fait un arrangement avec Krusty pour qu'il donne des places à lui, Ralph et Lisa pour la soirée du 29e anniversaire de son émission. Pendant la soirée Krusty se met à parler au public et tombe sur Ralph et Lisa. Lisa craque et avoue qu'elle avait donné la carte par pitié et non par amour. 
Ralph d'abord déprimé, finira ensuite par avaler la pilule.

## Erreurs
- Tahiti Mel est appelé Tahiti Bob.